# 布里斯托223
布里斯托223（英語：Bristol Type 223）是英國飛機公司的一种早期超音速客机计划。1950年代至1960年代初，布里斯托飛機公司和后来的英國飛機公司都获得了英国政府的支持和原则，曾研究了多种超音速客机的设计方案，而布里斯托223型正是其中最后的方案。方案是一種采用三角翼、装备4具发动机、巡航速度为2马赫、可載客约100人並能夠進行跨大西洋飛行的超音速客機。后来由于英国和法国在1962年决定合作开展超音速客机的计划，布里斯托223和超级卡拉维尔共同成为协和飞机的技术基础。

## 发展历史
1950年代，英国的飞机制造业正受到一连串来自技术困难和商业失败的打击。当时世界上最大的民航客机、布里斯托飛機公司设计生产的“布拉巴宗”客机（Bristol Brabazon），虽然满足了对其苛刻的性能要求，可惜仍然被证明为一个商业上的失败，是因为航空公司认为来往英美两地的跨大西洋航线市场还没有大到足以负担、营运这样一种庞大而昂贵的飞机。而另一边厢，德哈维兰飞机公司的彗星型喷气式客机由于设计的失误引起了多起空难事故，也令英国在喷气式客机的庞大竞争市场上蒙上了阴影，甚至失去了主导地位。而事实上，即使后来优秀的涡轮螺旋桨客机“不列颠尼亚”式（Bristol Britannia）推出市场，但此时欧洲的喷气式客机市场大部分已经被美国的波音707、道格拉斯DC-8占据。
在此期间，英国的航空工业已生产出先进的试验飞机，广泛研究持续高速飞行的技术问题。到了1950年代中期，已经有两种设计被证明具有适合超音速巡航的气动特性和升阻比，其中一种为阿姆斯特朗-惠特沃斯飞机公司（Armstrong Whitworth Aircraft）提出的M形机翼（M-wing）方案，机翼从翼根开始前掠，到一半翼展以外改为后掠，并采用了按跨音速面积率的蜂腰设计，但设计速度只有1.2马赫。而另一种是较为传统的细长三角翼方案，适用速度范围较广泛。这种构型最高有可能可以达到3马赫的速度，但由于超音速飞行的同时也会产生表面加热，因此采用硬铝为机体材质的超音速飞机最高只能达到约2.2马赫，否则就需要使用更多耐热金属材料，例如不锈钢、钛合金。
随着亚音速喷气式客机的普及，超音速客机在当时被普遍视为未来的发展路向。1956年，英國政府成立了超音速运输飞机委员会（Supersonic Transport Aircraft Committee，STAC），联合了英国皇家飞机研究院（Royal Aircraft Establishment，RAE）和布里斯托飛機公司（Bristol Aeroplane Company）等多家英国本土的飞机制造商进行研究，开始探讨开发世界上第一种超音速客机的可行性。至1950年代末，布里斯托飛機公司、霍克·西德利公司、亨德里·佩奇公司均向委员会提交了初步方案。布里斯托飛機公司的航空工程师阿奇保·路雪（Archibald Russell）设计了一系列的初稿，设计方案代号“198”。根据RAE的风洞试验结果，他总结出超音速客机只有在相当的载客量的远程航线上运营才比较经济，如果将超音速客机应用于短程航线不但难以缩短飞行时间，反而成本增加不少，经济性极差，因此他在此基础上设计了布里斯托198，计划装备6具涡轮喷气发动机、可载130名乘客并以超音速进行跨大西洋飞行。1959年，布里斯托飛機公司获得了额外35万英镑经费，继续研究设计工作，并在同年年底将布里斯托198的方案调整为136个座位、巡航速度为1.8马赫。与此同时，阿奇保·路雪又设计了一种规模较小、速度较快、采用不锈钢机身的方案，代号“213”。但由于这两种设计理论重量过高，而且布里斯托198装备6具发动机的经济性备受质疑，因此令布里斯托飛機公司决定降低目标，速度上限为2.2马赫，机身采用铝材。
1959年，委员会得出了初步结论，认为超音速客机在技术上是可行的，并建议研究试制两种超音速客机，分别为1.2马赫的短程客机（欧洲大陆航线）和2.0马赫的中程客机（跨大西洋航线）。1960年1月，包括布里斯托飛機公司在内的多家英国航空工程企业合并为英国飞机公司，超音速客机研制项目仍然继承。1961年，英国飞机公司“223”的方案，是采用三角翼、装备4具发动机、巡航速度为2马赫、可載客约100人並能夠進行跨大西洋飛行的超音速客機，类似缩小了的布里斯托198。
与此同时，法国南方飞机公司也和达索公司联合进行研究，研制超音速客机，并在1961年的巴黎航空展上公开了“超级卡拉维尔”计划。至1960年代初，布里斯托223和超级卡拉维尔這兩種設計已經初步進入建造原型機的階段，但由於投資龐大，英國政府遂要求英國飛機公司在國際間尋找合作伙伴。在法国总统戴高乐和英国首相麦克米伦提议下，合作計劃草案於1962年11月28日正式签订，同时也标志着“布里斯托223”和“超级卡拉维尔”两大方案正式合并，并成为日后协和飞机的基础。

## 参看
- 协和飞机
- 超级卡拉维尔
- Delta 2试验机
- HP.115试验机
- 波音2707
- 图-144